# Gens Faucia
La gens Faucia era una familia de la antigua Roma, proveniente de Arpino. Se conoce principalmente por un solo personaje, Marco Faucio, un équite y natural de Arpino, que fue uno de los tres comisionados enviados en el 46 a. C. para recuperar las cuotas de su municipium de sus propiedades en la Galia Cisalpina. Las rentas de esta tierra eran el único fondo para la reparación de sus templos y el costo de sus sacrificios y festivales, y tal vez se habían retenido debido a la Guerra civil. Cicerón recomendó a los comisionados a Marco Junio Bruto, entonces pretor de la Galia Cisalpina. Este evento, por lo demás poco notable, es relevante por la luz que arroja sobre los gobiernos locales de Italia.